# 従者を伴う侯爵夫人マリア・グリマルディの肖像
『従者を伴う侯爵夫人マリア・グリマルディの肖像』（じゅうしゃをともなうこうしゃくふじんマリア・グリマルディのしょうぞう, 蘭: Portret van Caterina Grimaldi met een dwerg, 英: Marchesa Maria Grimaldi and an Attendant）は、バロック期のフランドルの巨匠ピーテル・パウル・ルーベンスが1607年ごろに制作した肖像画である。油彩。初期のイタリア時代を代表する肖像画の1つ。おそらくジェノヴァ共和国の貴族出身の女性マリア・グリマルディ（Maria Grimaldi）とお付きの従者を描いた作品で、絵画に含まれる象徴的な表現は彼女の結婚を暗示している。現在はドーセット州ウィンボーン・ミンスターのキングストン・レイシーに所蔵されている。

## 制作背景
ルーベンスはジェノヴァを訪問した1605年と1606年およびその直後に、ジェノヴァの貴族セッラ家、パッラヴィチーノ家の女性たちの一連の肖像画を描いている。本作品はそのうちの1点である。
他の作品にはバスコット・パーク所蔵の『ヴィオランテ・マリア・スピノーラ・セッラの肖像』（Violante Maria Spinola Serra）、カールスルーエ州立美術館所蔵の『ヴェロニカ・スピノーラ・ドーリアの肖像』（Portret van Veronica Spinola Doria）、本作品と同じくキングストン・レイシー所蔵の『侯爵夫人マリア・セッラ・パラヴィチーノの肖像』（Portret van marchesa Maria Serra Pallavicino）、シュトゥットガルト州立美術館所蔵の『侯爵夫人ビアンカ・スピノーラ・インペリアーレと孫娘マリア・ジョヴァンナ・セッラ』（Portret van Bianca Spinola Imperiale en haar kleindochter Maria Giovanna Serra）、『侯爵夫人ブリジダ・スピノーラ＝ドーリアの肖像』（Portret van marchesa Brigida Spinola-Doria）が知られている。

## 人物
マリア・グリマルディはジェノヴァの貴族グリマルディ家出身の女性である。彼女の父カルロ・グリマルディ（Carlo Grimaldi）はルーベンスと彼が仕えるマントヴァ公ヴィンチェンツォ1世・ゴンザーガに、ジェノヴァの主要な港町サンピエルダレナにある別荘ヴィラ・グリマルディを貸した人物であった。

## 作品

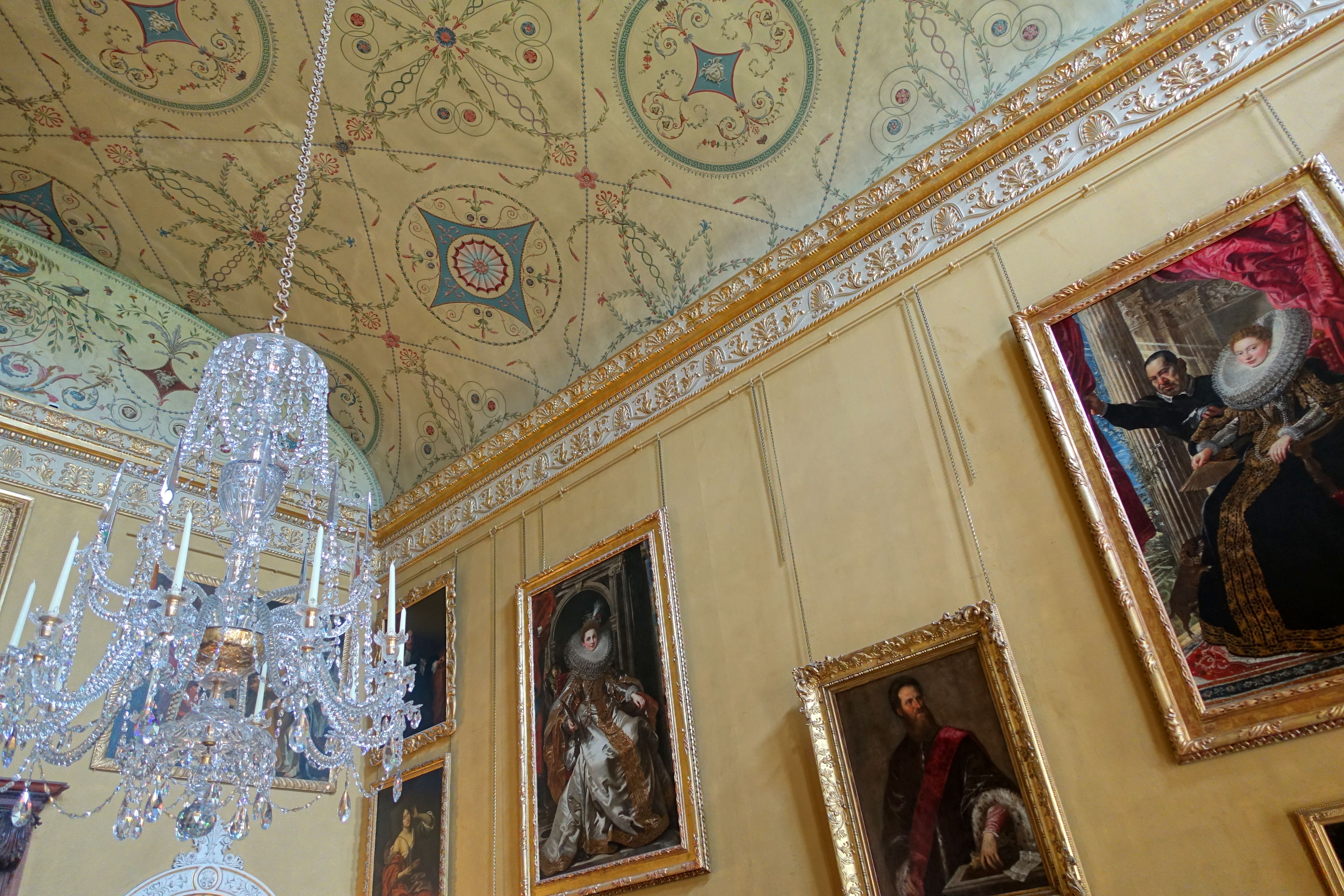
キングストン・レイシーに展示されている『従者を伴う侯爵夫人マリア・グリマルディの肖像』と『侯爵夫人マリア・セッラ・パラヴィチーノの肖像』。2016年撮影。

本作品はマリア・グリマルディとお付きの従者を描いた二重肖像画である。マリア・グリマルディは右手に扇子を持って椅子に座っている。四分の三正面の全身像として描かれた彼女は、豪華な黒のドレスと重ねられたレースの広い襞襟を身にまとっている。彼女のドレスは身体の前面と裾、袖に金の編み込みが施されている。椅子の肘掛けには両腕が置かれ、右手に持った扇子は半分開かれている。マリア・グリマルディの右隣には背の低い男性の付添人が立ち、右腕を上げてカーテンを画面左端に開いており、そこから青空がのぞき、太陽の光が差し込んでいる。彼女の足元には1匹の小型犬がおり、後ろ足で立って彼女の足に戯れついている。画面右側には緋色のカーテンが大きくはためき、床には絨毯が敷かれている。背景はコリント式の石柱の列柱と浮彫で構成された建築学的要素を備え、石柱には常緑のつる性の樹木のスイカズラが絡みついている。
開かれたカーテンの間から差し込む太陽の光は、マリア・グリマルディの顔を突き刺すかのように画面の端から伸びている。これは受胎告知の言及とされ、彼女の結婚式が最近行われたか、あるいは近く行われる予定であることを示しており、それと同時に彼女の処女性を暗示していると解釈されている。また石柱に絡みついたスイカズラと、彼女の足に戯れついている小型犬は夫婦の貞節の象徴である。犬の首輪には「My AM」という文字が記されているが、これはもともと「MARIA」と記されていた可能性がある。
マリア・グリマルディの頭上に見える浮彫の図像的意味は十分に解明されていない。そこには座った女性の前で戦う2人の戦士が彫刻され、いままさに戦士がもう1人の戦士を殺そうとしている。またその左側には王笏を持った戴冠した王が立っている。美術史家ミュラー・ホフステーデ（Müller Hofstede）によると、おそらく2人の戦士は女性をめぐって争う求婚者であり、したがって浮彫はマリア・グリマルディが未婚の状態であることをほのめかしている。

## 来歴
本作品は長年にわたってグリマルディ家に所有され、画家・伝記作家のカルロ・ジュゼッペ・ラッティによって、『侯爵夫人マリア・セッラ・パラヴィチーノの肖像』とともにジョヴァンニ・バッティスタ・グリマルディ・ラ・ピエトラ（Giovanni Battista Grimaldi La Pietra）が居住していたジェノヴァのチェントゥリオーネ宮殿（Palazzo Centurione）の1階で記録されている。1840年、『従者をともなう侯爵夫人マリア・グリマルディの肖像』と『侯爵夫人マリア・セッラ・パラヴィチーノの肖像』の両作品はイギリスの政治家・探検家・エジプト学者・美術収集家ウィリアム・ジョン・バンクスによって取得された。その後、2点の肖像画はバンクス家に相続され、ヘンリー・ジョン・ラルフ・バンクスの1981年の死後、遺言によりコーフ城およびキングストン・レイシーの財産のすべてをナショナル・トラストに譲った。

## ギャラリー

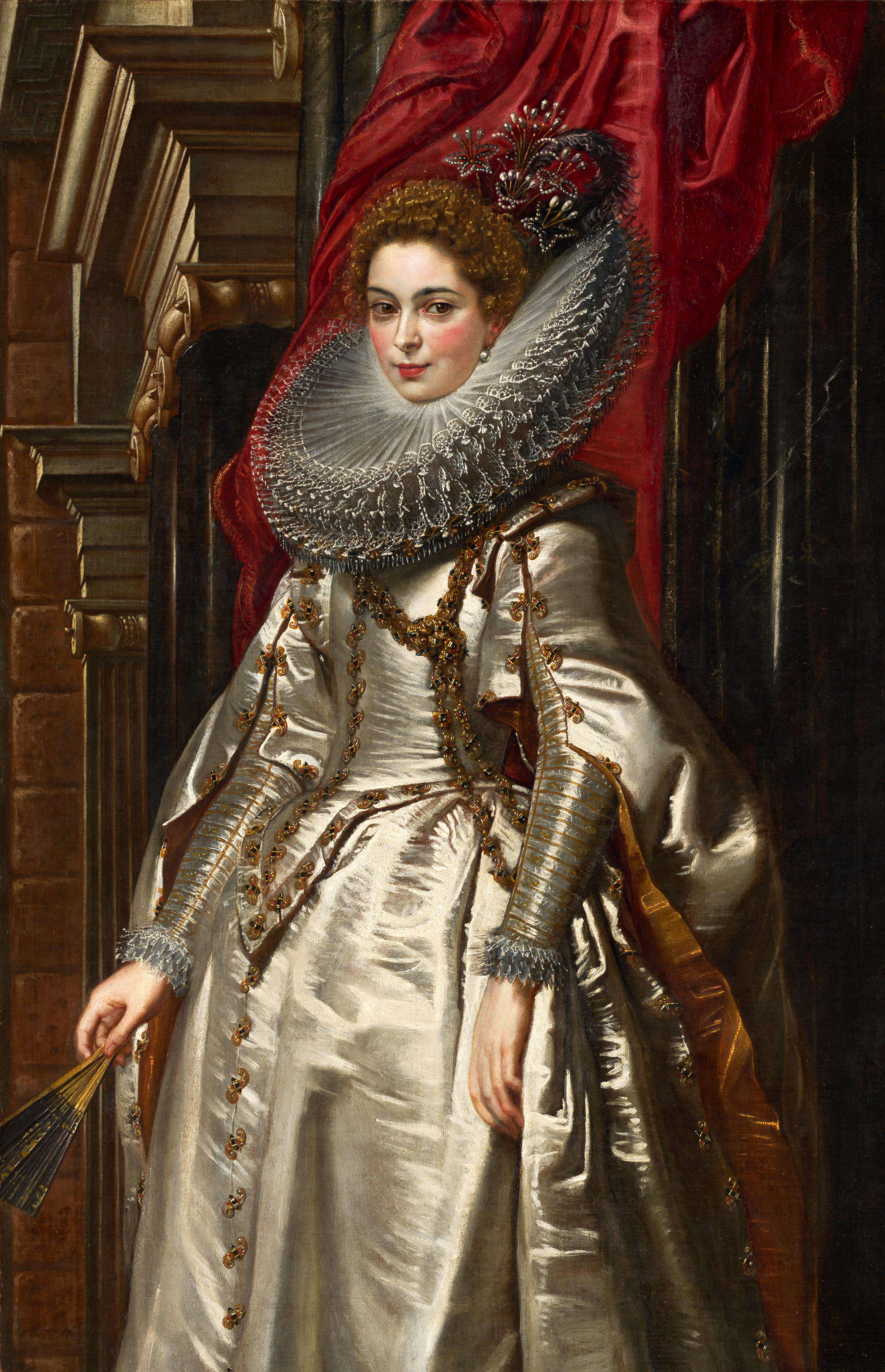
『侯爵夫人ブリジダ・スピノーラ＝ドーリアの肖像』1606年 ナショナル・ギャラリー所蔵
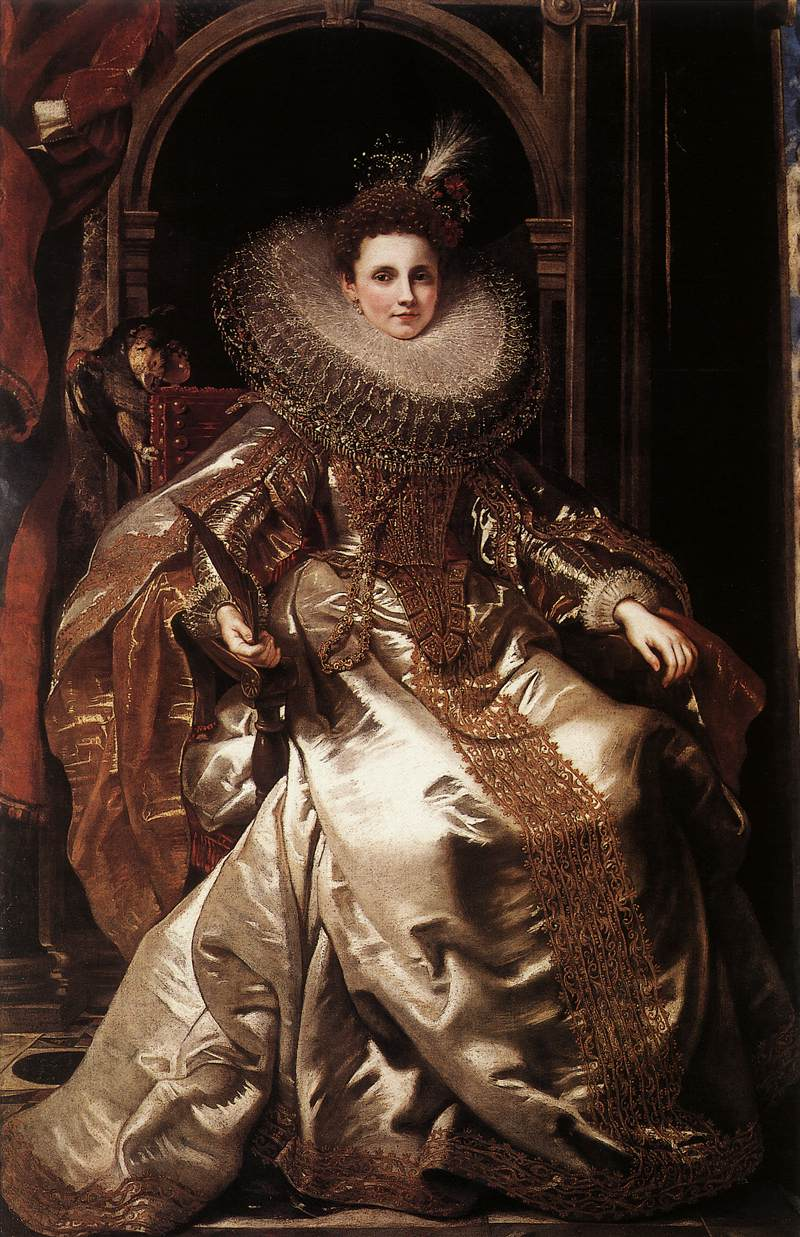
おそらく『侯爵夫人マリア・セッラ・パラヴィチーノの肖像』1606年 キングストン・レイシー（英語版）所蔵
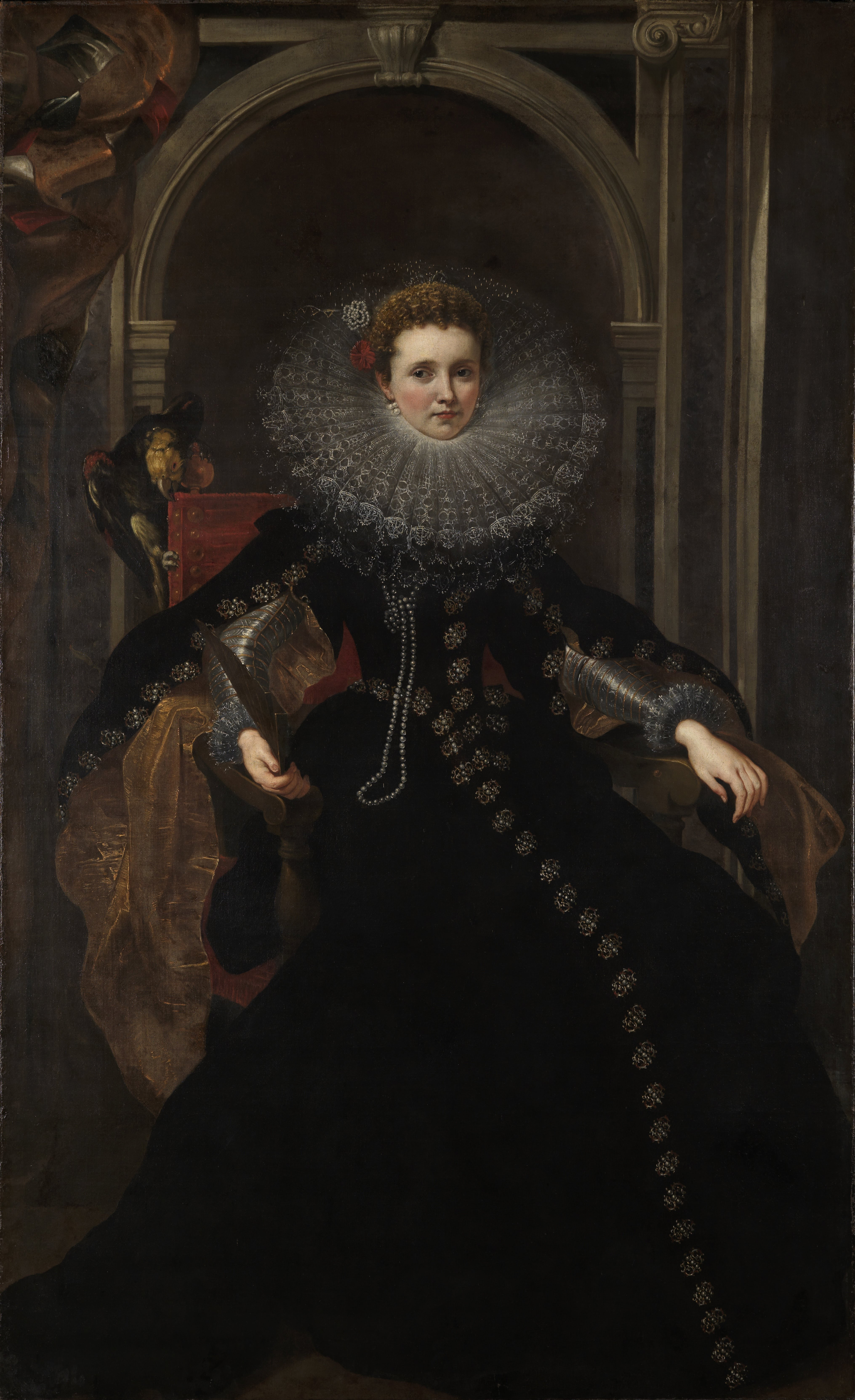
『ヴェロニカ・スピノーラ・ドーリアの肖像』1606年ごろ カールスルーエ州立美術館所蔵
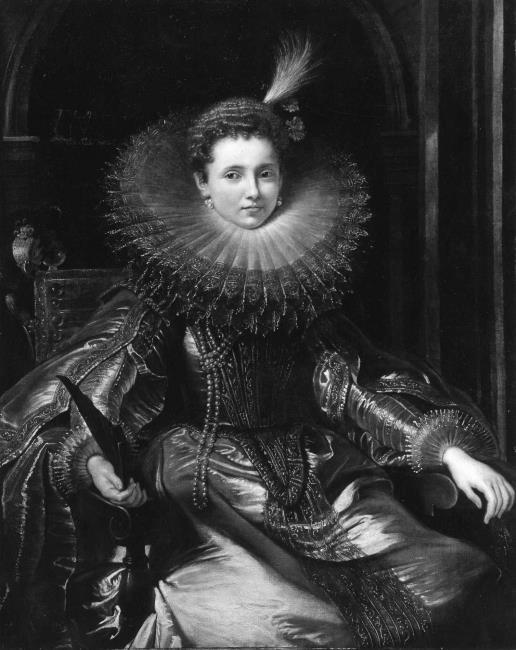
『ヴィオランテ・マリア・スピノーラ・セッラの肖像』1607年ごろ バスコット・パーク（英語版）所蔵
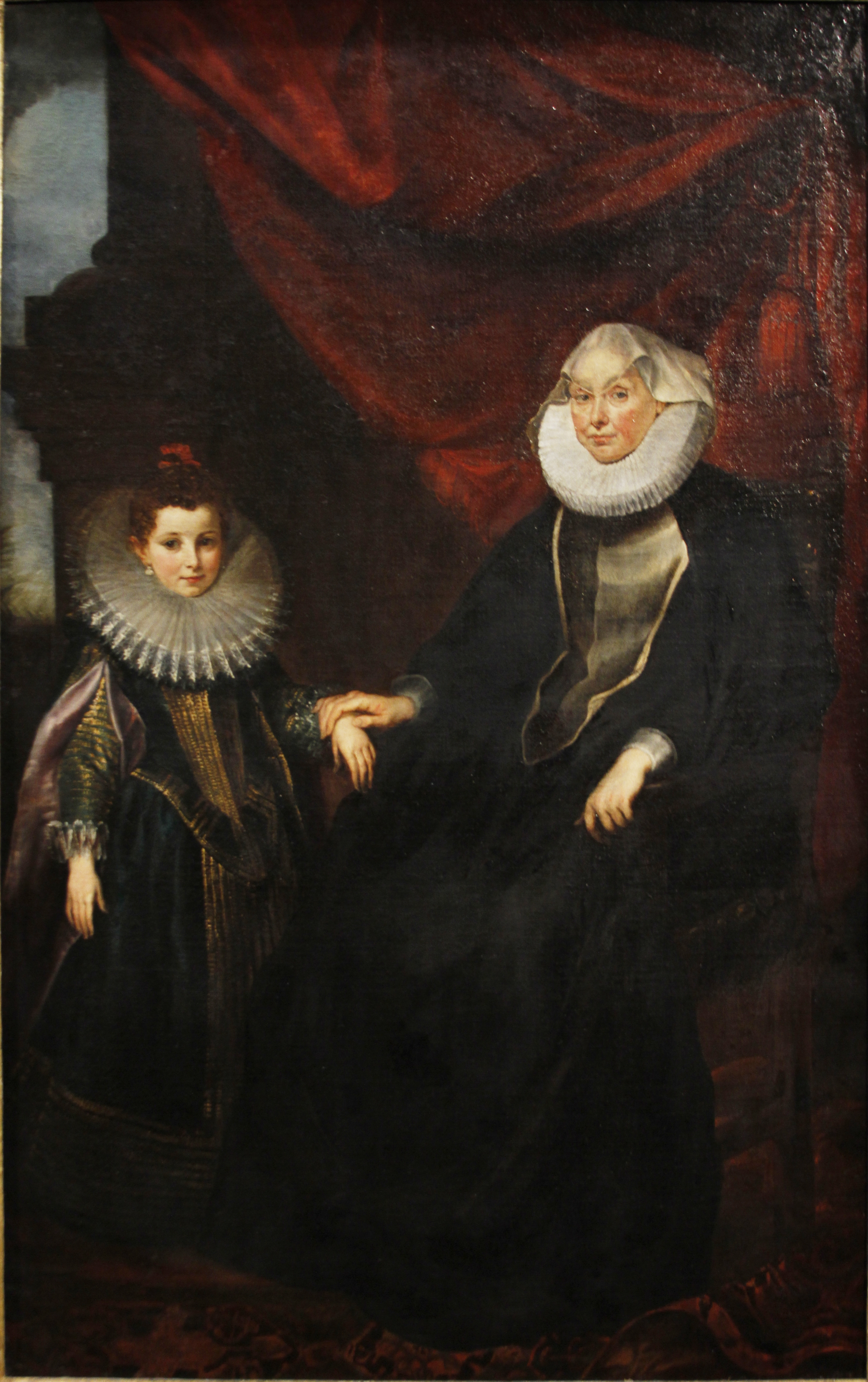
『侯爵夫人ビアンカ・スピノーラ・インペリアーレと孫娘マリア・ジョヴァンナ・セッラ』1606年ごろ シュトゥットガルト州立美術館所蔵